# Kilfenora Céilí Band
De Kilfenora Céilí Band is de oudste céilidhband in Ierland. De band werd opgericht in november 1910 (of 1909) in Kilfenora, een dorp in County Clare. De groep verdween diverse malen bijna, maar maakte steeds weer een herstart. Ze wonnen zeven keer (1954, 1955, 1956, 1961, 1993, 1994 en 1995) de All Ireland kampioenschappen op de Fleadh Cheoil.

## Leden van de band
Huidige leden
- Anne Rynne, Pat Lynch en Annemarie McCormack - fiddles (een soort violen)
- Anthony Quigney en Garry Shannon - fluiten
- Tim Collins en Claire Griffin - squeezeboxes (een soort accordeon)
- John Lynch - banjo
- Sean Griffin - drums
- Fintan McMahon - piano

## Discografie
- The Kilfenora Ceili Band (1994)
- Set on Stone (1995)
- Live in Lisdoonvarna (2002)
- Century (2009)